# Mistrovství Československa v cyklokrosu 1966
Mistrovství Československa v cyklokrosu 1966 se konalo v neděli 23. ledna 1966 v Petřvaldu na Březinách.
Jeden závodní okruh měřil 3 400 m a závodníci ho absolvovali celkem sedmkrát. Startovalo 40 závodníků, z toho pět z Francie.

## Přehled
| Poř.             | Jméno          | Čas        |
| Zlatá medaile    | Jan Hanzl      | 1:08:35 h  |
| Stříbrná medaile | Jaroslav Antoš | + 0:15 min |
| Bronzová medaile | J. Kolář       | + 2:10 min |
| 4                | Čestmír Šild   | + 2:21 min |
| 5                | Šramek         | + 2:44 min |